# Aglymbus pilatus
Aglymbus pilatus är en skalbaggsart som beskrevs av Guignot 1950. Aglymbus pilatus ingår i släktet Aglymbus och familjen dykare. Inga underarter finns listade i Catalogue of Life.